# Frank Tidick
Frank Uwe Tidick (* 18. Dezember 1940 in Königsberg, Preußen; † 3. Juni 2022 in Hamburg) war ein deutscher Verwaltungsjurist. Er war in den Jahren 2001 bis 2005 Chef der Staatskanzlei des Landes Mecklenburg-Vorpommern und davor von 1998 bis 2001 Staatssekretär im Ministerium für Ernährung, Landwirtschaft, Forsten und Fischerei des Landes Mecklenburg-Vorpommern.

## Leben

### Ausbildung und Persönliches
Tidick studierte Rechtswissenschaften in Hamburg und Lausanne. Er legte das zweite Staatsexamen im Jahr 1969 ab. Mit einer Arbeit über „Die Verwaltungsorganisation des Hamburger Hafens“ wurde er 1970 in Hamburg zum Dr. promoviert.
Er heiratete im Jahr 1969 Marianne Tidick, spätere Ministerin des Landes Schleswig-Holstein. Das Ehepaar hatte keine Kinder.

### Laufbahn und Wirken
Frank Tidick trat im Jahr 1969 in die Verwaltung der Freien und Hansestadt Hamburg und war bis 1967 in den Bereichen Kultur und kommunale Aufgaben in der Landesvertretung in Bonn tätig. Anschließend arbeitete er von 1976 bis 1980 in der Senatskanzlei und Justizbehörde in der zentralen Rechtsprüfung und Rechtsberatung des Senats, Führung von Verfahren vor dem Bundesverfassungsgericht und Koordination der Behörden in Schwerpunktbereichen. Unter den Ersten Bürgermeistern Hans-Ulrich Klose (SPD) und Klaus von Dohnanyi (SPD) war er von 1980 bis 1983 der stellvertretende Pressesprecher des Senates in der Senatskanzlei. 
Im Anschluss beschäftigte er sich in den Jahren 1983 bis 1988 in der Baubehörde im Rahmen des Aufbaus einer modernen Ver- und Entsorgungsplanung für Hamburg mit der Strategie und Organisation einer sicheren Trinkwasserversorgung und ökologisch vertretbaren Entsorgung unter Berücksichtigung norddeutscher Anforderungen. Zu dieser Zeit war er auch Mitglied der Expertengruppe zur Umsetzung des Deutsch-Tschechoslowakischen Umweltabkommens. Von 1988 bis 1990 war er Leiter der Grundsatzabteilung der Umweltbehörde und von 1990 bis 1998 Leiter des Amtes für Naturschutz und Landschaftspflege, zuletzt im Amt eines Senatsdirektors.
Mit der Bildung des Kabinettes Ringstorff I wurde Tidick im Jahr 1998 unter Minister Till Backhaus (SPD) zum Staatssekretär im Ministerium für Ernährung, Landwirtschaft, Forsten und Fischerei des Landes Mecklenburg-Vorpommern ernannt.
Tidick wurde mit Wirkung vom 23. April 2001 unter Ministerpräsident Harald Ringstorff (SPD) zum Chef der Staatskanzlei im Amt eines Staatssekretärs ernannt. Er schied im Jahr 2005 aus dem Amt aus.
Er war SPD-Mitglied.